# Исмайлов, Фаррух Аладдин оглы
Фарру́х Аладди́н оглы Исма́йлов (азерб. Fərrux Ələddin oğlu İsmayılov; 30 августа 1978) — азербайджанский футболист, нападающий. Выступал за сборную Азербайджана.

## Биография
Начинал карьеру в бакинских клубах «Динамо» и «Нефтчи».
2003 год провёл в Иране и на Украине.
В конце сезона 2003/04 играл за «Карабах». Вскоре перешёл в «Карван», где выступал два сезона.
В сезоне 2006/07 играл за «Нефтчи», где большую часть времени проводил на скамейке запасных.
Сезон 2007/08 начинал в составе клуба МКТ-Араз (Имишли). Выступал за клуб в обеих играх на Кубок УЕФА против польского «Гроцлина», по итогам которых имишлийская команда выбыла из турнира. После этой неудачи президент клуба расформировал команду, а Исмайлов перешёл в «Олимпик» из Баку. С новой командой добился права выступать в Кубок УЕФА 2008-2009, однако после окончания сезона 2007/08 был вынужден покинуть «Олимпик». Причина ухода — окончание годового контракта и нежелание клуба видеть в своих рядах немолодого футболиста.
После ухода из «Олимпика», в своих рядах его хотели видеть 3 клуба, один из столицы и два из провинции, Фаррух перешёл по взаимной договорённости с Рамизом Мамедовым в «Габалу», хотя в других клубах предложения с финансовой стороны были более выгодными. Однако в команде провел только один сезон, играл всего в 6-ти матчах.
В 2009—2010 — игрок «Мугани», в ноябре 2010 года покинул команду.

## Сборная Азербайджана
В сборной Азербайджана с 1998 по 2007 год провёл 31 матч, в которых отметился 4 мячами.

## Достижения
- Серебряный призёр чемпионата Азербайджана: 1997/98 (в составе «Динамо»), 2000/01, 2001/02, 2006/07 (в составе «Нефтчи»), 2005/06 (в составе «Карвана»), 2007/08 (в составе «Олимпика»)
- Бронзовый призёр чемпионата Азербайджана: 1999/00 (в составе «Нефтчи»), 2003/04 (в составе «Карабаха»), 2004/05 (в составе «Карвана»)